# Het sol
Het sol (originaltitel: Plein soleil) är en fransk-italiensk dramathrillerfilm från 1960 i regi av René Clément, med Alain Delon i huvudrollen som Tom Ripley. Filmen är baserad på Patricia Highsmiths roman En man med många talanger från 1955.

## Rollista i urval
- Alain Delon – Tom Ripley
- Maurice Ronet – Philippe Greenleaf
- Marie Laforêt – Marge Duval
- Erno Crisa – Riccordi
- Frank Latimore – O'Brien
- Billy Kearns – Freddy Miles
- Ave Ninchi – Signora Gianna